# Фонтан Чарльза Борромео
48°12′05″ пн. ш. 16°23′20″ сх. д. / 48.2014° пн. ш. 16.3889° сх. д.

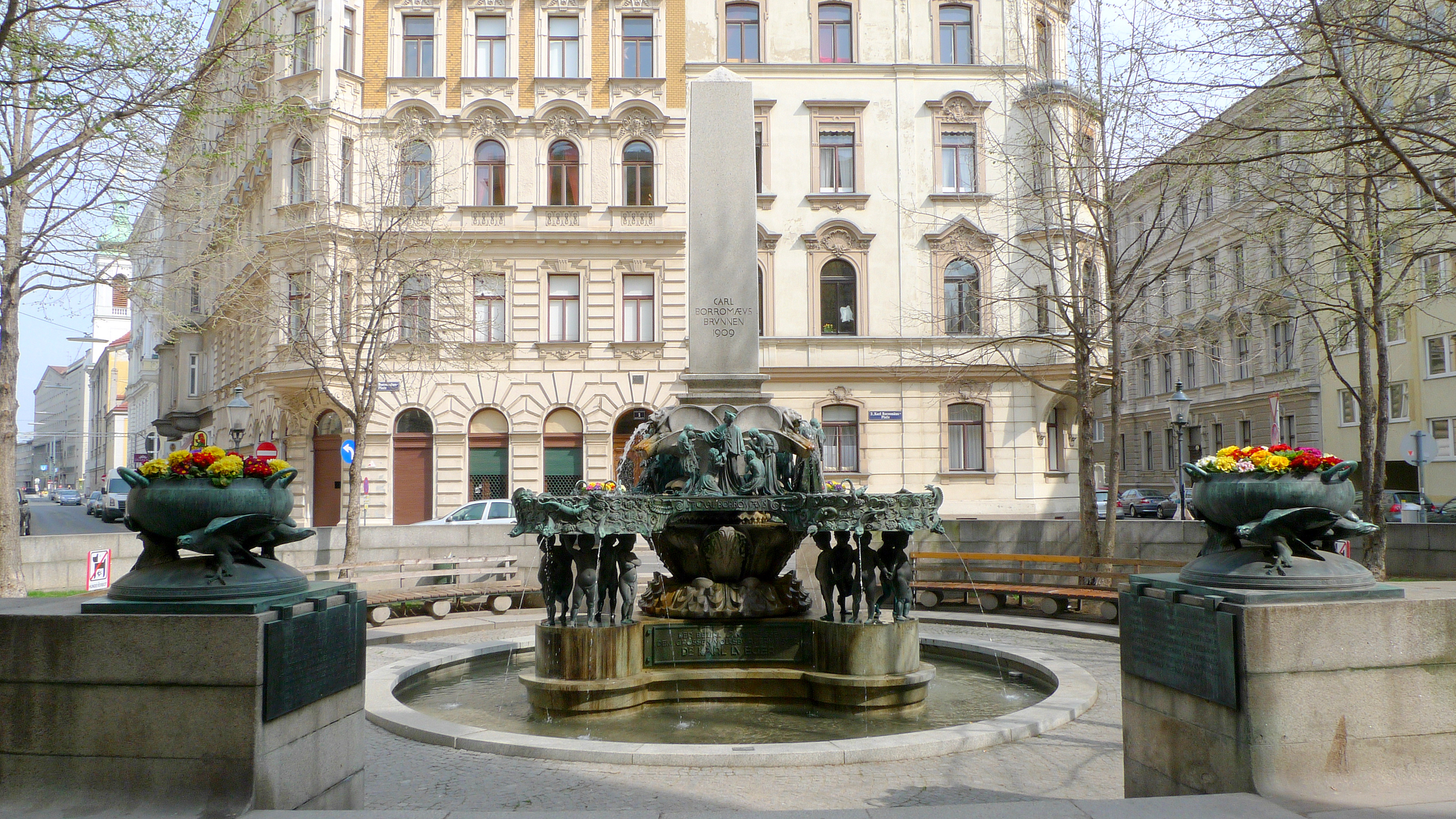
загальний вигляд

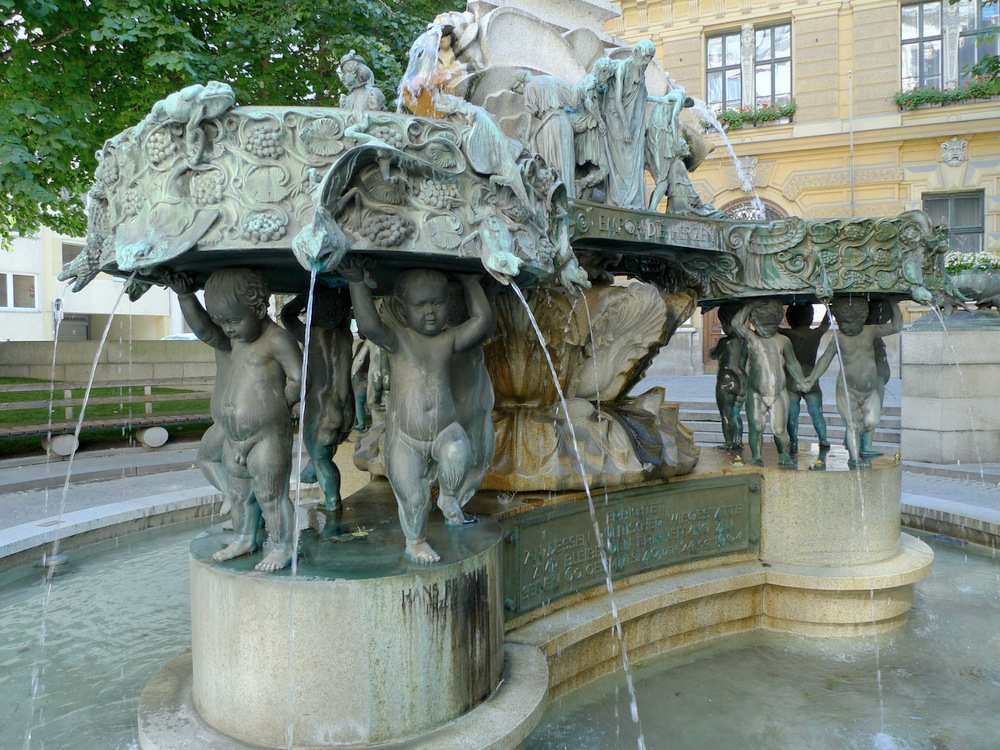
Фонтан Карла Борромяуса, правий бік

Фонтан Чарльза Борроме - фонтан на Карл-Борромяус-Плац у 3-му окрузі. Муніципальний район Відня, Ландштрассе . Це спільна робота скульптора Йозефа Енгельгарта та архітектора Йоже Плечника. Вважається одним з небагатьох зразків вільної скульптури періоду модерну.

## Історія
Міське районне відділення для 3 - го районної та районної адміністрації.
Фонтан був подарований - як і Зібенбруннен у 5 столітті. Район, Маргаретен - з нагоди 60-річчя. День народження міського голови Карла Люгера з району. Назва фонтану нагадує графа Карла Борромеуса, кардинала та архієпископа Мілана та тезки Карла Люгера, який був канонізований у 1610 році.
У березні 1904 року Йозеф Енгельгарт, співзасновник Віденської сецесії, був призначений християнсько-соціальним радником проф. Йозефу Штурму було доручено спроектувати фонтан на тодішній громадській площі. Після заснування свердловинного комітету у вересні того ж року 24 У жовтні 1904 року, в день народження Люгера, було закладено перший камінь. Фонтан, виготовлений з мармуру та бронзи, відкрили 25 травня 1909 року.
Оскільки Йозеф Енгельгарт мав проблеми з формальним оформленням фонтану 14-го × 22 метрів площі, він попросив допомоги у Йоже Плечника, учня Отто Вагнера, який у той час проектував ряд будівель у Відні (включаючи Захерльхаус у центрі міста). Згодом також були залучені Едуард Хаузер (мулярні роботи) та Ганс Фрьоммль (лиття).
З точки зору сьогодення, акція, спрямована проти дизайну фонтану Карла Борромяуса пастора Альфреда Хоппе, який тоді працював у бухгалтерії Віденської архієпархії, виглядає досить цікавою. Через кілька тижнів після урочистої інавгурації фонтану пастором Ландштрассе Хоппе зажадав, щоб оголену путті або одягли, або зняли. Щоб домогтися цього, він збирав підписи на заходах. Він доповів архієпископу про пастора, який освятив криницю.

## Макет
У невисокій круглій улоговині є трилистоподібна основа, на якій три рази по п'ять путті підтримують три водні басейни, з'єднані трьома групами фігур:
- Головна сторінка: Святий Карл Борромей : Святий зцілює знатну даму, жінку та юність
- ліва група: Вгору серця
- права група: Любов понад усе, що зображає чуму в Мілані

Басейни, які несуть путті, прикрашені рельєфами вусиків, тритонів і риб, які також виконують роль горгуль. Над ним височіє трикутний мармуровий обеліск, який також є фоном для груп фігур.
З дизайнерських міркувань фонтан на малому передворі райвідділу опустили трохи нижче рівня вулиці. Причина зниження криється в різних масштабах, в яких були виготовлені путті і групи фігур, тому фонтан потребує двох різних горизонтів.

## Дивись також
- Фонтан у Відні

## Предмети
1. 1 2  Wiki Loves Monuments monuments database — 2017.
2. 1 2  archINFORM — 1994.
3. 1 2  https://www.geschichtewiki.wien.gv.at/Karl-Borrom%C3%A4us-Brunnen
4. ↑  Liste der Denkmäler im 3. Bezirk [Архівовано 2015-05-25 у Wayback Machine.] (PDF; 22 kB) des Bundesdenkmalamts

## Літератури
- Фелікс Чейке : Історична енциклопедія Відня. Том 1: A-Da. Kremayr & Scheriau, Відень 1992, ISBN 3-218-00543-4 .
- Фелікс Чейке: довідник з культури Віденського району. III. сільська дорога , Jugend und Volk, Відень 1984, ISBN 3-224-10611-5, с. 19
- DEHIO Vienna – II-IX. і ХХ. район . Anton Schroll & Co, Відень 1996, ISBN 3-7031-0680-8 .
- Йозеф Енгельгарт: Віденський художник розповідає «Моє життя і мої моделі» . Вільгельм Андерманн Верлаг, Відень, 1943 рік.

## Веб-посилання
- Der Karl-Borromäus-Brunnen. Bezirksmuseum Landstraße, archiviert vom Original am 14. Oktober 2013; abgerufen am 3. Januar 2018.